# Villafrades de Campos
Villafrades de Campos község Spanyolországban, Valladolid tartományban. Villafrades de Campos Herrín de Campos, Villarramiel és Guaza de Campos községekkel határos. Lakosainak száma 61 fő (2024).

## Népesség
A település népessége az utóbbi években az alábbiak szerint változott:
| Lakosok száma | 108  | 101  | 88   | 85   | 91   | 77   | 68   | 66   | 61   | 61   |
|               | 2001 | 2004 | 2007 | 2009 | 2012 | 2014 | 2017 | 2019 | 2022 | 2024 |